# Martin Wiig
Martin Wiig (Bodø, 22 agosto 1983) è un ex calciatore norvegese, attaccante.

## Carriera

### Club
Wiig iniziò la carriera con le squadre giovanili di Bodø/Glimt e Urædd. Con quest'ultima squadra, riuscì a debuttare ufficialmente e a giocare 5 partite, con una rete all'attivo. Nel 2001 passò all'Odd Grenland, club militante nella Tippeligaen. Esordì il 16 aprile nella massima divisione norvegese, subentrando a Kim Larsen nel successo per tre a zero sul Sogndal. Il 9 maggio segnò la prima rete per il club, nell'edizione stagionale della Coppa di Norvegia: siglò una delle marcature con cui la sua squadra superò cinque a uno il Larvik. Il 21 ottobre arrivarono le prime reti in campionato: fu infatti autore di una tripletta ai danni del Bryne, permettendo all'Odd Grenland di vincere per tre a uno in trasferta.
Nel 2004, fu ceduto in prestito al Sandefjord, in Adeccoligaen. Giocò la prima partita per il nuovo club il 20 giugno: sostituì infatti Thomas Eftedal nei minuti finali della partita persa per due a uno contro lo Strømsgodset. L'11 luglio siglò la prima rete, nel tre a zero sul campo dello Hødd.
Nel 2005 passò a titolo definitivo al Fredrikstad. Esordì in squadra il 10 aprile, sostituendo Øyvind Hoås nei minuti finali del pareggio per uno a uno contro il Lyn. Realizzò il primo gol in data 5 maggio, nel pareggio per uno a uno contro lo HamKam.
Nel 2006, fu ceduto in prestito al Sarpsborg: la prima gara con la nuova casacca la disputò il 27 agosto, quando fu titolare nell'uno a uno casalingo contro lo Aalesund. Il 3 settembre andò in rete ai danni del Sogndal, ma la sua squadra non andò oltre il pareggio per due a due. Tornò poi al Fredrikstad ma, dopo aver collezionato altre 8 presenze in campionato, tornò a titolo definitivo al Sarpsborg (che nel frattempo cambiò il nome in Sarpsborg Sparta). L'anno seguente, il club diventò Sarpsborg 08 e, nel 2010, conquistò la promozione nella Tippeligaen: Wiig contribuì con 29 presenze e 7 reti.

### Nazionale
Wiig collezionò una presenza con la Norvegia under 21.  Debuttò il 7 giugno 2005, quando sostituì Christian Grindheim nella sconfitta per due a uno contro la Svezia under 21.

## Palmarès

### Individuale
- Capocannoniere della 1. divisjon: 1

2012 (20 reti)